# FNS2008年クイズ!!
『FNS2008年クイズ!!』（エフエヌエスにせんはちねんクイズ）とは、2008年12月31日にフジテレビで放送されたクイズ番組。

## 概要
当時フジテレビで放送されていた『年度検定』のスペシャル版。初めて大晦日に放送された。
裏番組の『絶対に笑ってはいけない新聞社24時』（日本テレビ）や『格闘技史上最大の祭典Dynamite!!～勇気のチカラ2008～』（TBSテレビ）に押されたため、視聴率は4.4%と著しく低迷し、テレビ東京を除く時間帯最下位となった（関東地区・ビデオリサーチ社調べ）。
裏番組の『第59回NHK紅白歌合戦』（NHK）に出場する羞恥心とPaboをその会場であるNHKホール内から中継したり、番組に出演していたメンバーが同紅白に行ったり、番組中にスタジオにテレビを持ってきて、NHK総合テレビを映し（フジテレビの放送でもカメラ越しに同紅白が一部映された）、スタジオ出演者が羞恥心とPaboを応援する場面があった。なお、同紅白での関東地区における最高視聴率はこの場面であり、47.8%を獲得した。
羞恥心とPaboおよび応援で駆け付けたヘキサゴンオールスターズは同紅白での出番終了後、フジテレビのこのスタジオに復帰し、本番組のエンディングで同紅白で披露したメドレー（『羞恥心』〜『陽は、また昇る』）を改めて披露した。

## 出演者

### 司会
- くりぃむしちゅー
  - 有田哲平
  - 上田晋也
- 高島彩（当時：フジテレビアナウンサー）
- 中野美奈子（当時：フジテレビアナウンサー）

### 中継
- 倉田大誠（フジテレビアナウンサー）
- 松尾翠（当時：フジテレビアナウンサー）
- 本田朋子（当時：フジテレビアナウンサー）
- 伊藤利尋（フジテレビアナウンサー）

### ゲスト
- アジャ・コング
- アニマル浜口
- 有吉弘行
- アンガールズ
  - 田中卓志
  - 山根良顕
- 飯沼誠司
- 石本沙織（フジテレビアナウンサー）
- 磯野貴理（現：磯野貴理子）
- 遠藤玲子（フジテレビアナウンサー）
- 大沢あかね
- 大林素子
- 加藤綾子（フジテレビアナウンサー）
- 狩野英孝
- ギャル曽根
- 清宮佑美
- クリス松村
- クールポコ
  - 小野まじめ
  - せんちゃん
- 小島よしお
- さとう里香
- ザブングル
  - 加藤歩
  - 松尾陽介
- 品川庄司
  - 品川祐
  - 庄司智春
- 生野陽子（フジテレビアナウンサー）
- 杉浦太陽
- スピードワゴン
  - 井戸田潤
  - 小沢一敬
- 瀧口友里奈
- 武田修宏
- 田中大貴（フジテレビアナウンサー）
- 棚橋弘至
- ダチョウ倶楽部
  - 上島竜兵
  - 寺門ジモン
  - 肥後克広
- ダンディ坂野
- 椿姫彩菜
- 椿原慶子（フジテレビアナウンサー）
- TKO
  - 木下隆行
  - 木本武宏
- 戸部洋子（フジテレビアナウンサー）
- ナイツ
  - 土屋伸之
  - 塙宣之
- 永島昭浩
- 中村光宏（フジテレビアナウンサー）
- なだぎ武（ザ・プラン9）
- 西岡剛（当時：千葉ロッテマリーンズ）
- 鼠先輩
- 松尾貴史
- 松井絵里奈
- ますだおかだ
  - 岡田圭右
  - 増田英彦
- misono
- 宮川俊二
- 宮﨑大輔
- 元木大介
- 八田亜矢子
- はるな愛
- 浜口京子
- 板東英二
- 東国原英夫
- 平井理央（当時：フジテレビアナウンサー）
- ふかわりょう
- フォーリンラブ
  - ハジメ
  - バービー
- 福田萌
- 矢口真里
- 柳原可奈子
- 安田美沙子
- 安めぐみ
- 山本高広
- ラサール石井
- 涌井秀章（当時：埼玉西武ライオンズ）
- 渡辺和洋（フジテレビアナウンサー）
- 渡辺正行

### その他
- KAT-TUN
  - 赤西仁
  - 上田竜也
  - 亀梨和也
  - 田口淳之介
  - 田中聖
  - 中丸雄一
- 小林幸子
- 羞恥心
  - 上地雄輔
  - つるの剛士
  - 野久保直樹
- 関根勤
- 関根麻里
- 中村仁美（フジテレビアナウンサー）
- Pabo
  - 木下優樹菜
  - 里田まい
  - スザンヌ
- FUJIWARA
  - 原西孝幸
  - 藤本敏史
- Hey! Say! JUMP
  - 有岡大貴
  - 伊野尾慧
  - 岡本圭人
  - 八乙女光
  - 髙木雄也
  - 知念侑李
  - 中島裕翔
  - 森本龍太郎
  - 薮宏太
  - 山田涼介